# Cyathea bryophila
Cyathea bryophila là một loài thực vật có mạch trong họ Cyatheaceae. Loài này được (R.M. Tryon) Proctor mô tả khoa học đầu tiên năm 1989.